# Карлос де Ла Серда
Карлос де Ла Серда, називан још и  Карло Шпански   (1327 - 8. јануар 1354, Егл) био је шпански принц.
Био је миљеник француског краља Жана II, који га је поставио за конетабла Француске чим је дошао на престо. Француско племство га није волело. Карло, гроф Евреа и краљ Наваре, један од кнежева краљевске крви, намамио је конетабла у заседу и убио га .